# مخطط هيكل تنظيمي
رسم بياني للتنظيم في الاقتصاد والإدارة (بالإنجليزية: organizational chart) هو رسم بياني يبين أقسام الشركة أو المؤسسة والعلاقات الوظيفية بين مختلف الأقسام وتوزيع المسؤوليات.
كما يستخدم الرسم البياني للتنظيم في أحوال مشابهة لا تنحصر على تنطيم الشركات والمؤسسات، مثل توزيع العناصر في موضوع معين من المعرفة وعلاقتها ببعضها. وتحتوي الموسوعة الفرنسية على أحد أقدم الرسومات البيانية للتنظيم عن المعرفة. كما اقترح جراهام هيلوود استخدام التعبير Organogram لها.

## مثال آخر

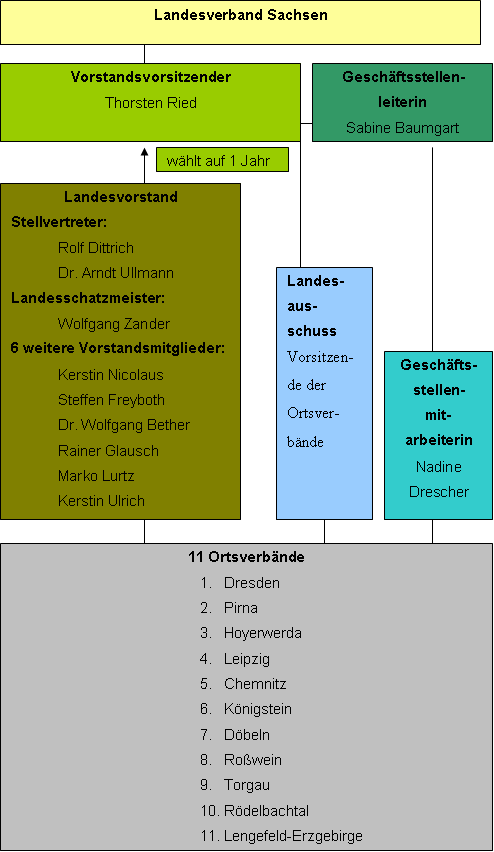
Beispiel: Organigramm

## اقرأ أيضا
- شركة
- شركة تابعة
- شركة تضامنية
- شركة تضامنية محدودة
- مسؤولية محدودة
- شركة عامة